# Comité de négociation (Syrie)
Le Comité de négociation est une structure de l'opposition syrienne formée le 24 novembre 2017, lors de la guerre civile syrienne. Elle remplace le Haut Comité des négociations.

## Organisation
Le Comité de négociation est formé le 24 novembre 2017 à Riyad, la capitale de l'Arabie saoudite, après trois jours de discussion menées par 150 membres de l'opposition syrienne, afin de présenter une délégation unie aux négociations de Genève, menées sous l'égide des Nations unies,. Cette structure remplace le Haut comité des négociations, qui avait été établi en décembre 2015. Son président est Nasser al-Hariri, membre du CNS.
À sa formation, le Comité de négociation est composé de 36 membres issus des mouvements suivants : 
- La Coalition nationale syrienne (CNS), dispose 8 sièges[3] ;
- Le Comité de coordination nationale pour le changement démocratique (CCNCD), dispose 5 sièges[3] ;
- La plateforme du Caire, dispose de 4 sièges[3] ;
- La plateforme de Moscou, dispose de 4 sièges[3] ;
- Les groupes de l'opposition armée, disposent de 7 sièges[3] ;
- Les Indépendants, disposent de 8 sièges[3].

Dans cette instance, une majorité de 72 % est requise pour l'adoption de toute décision importante.

## Genève 8
Selon Benjamin Barthe, journaliste pour Le Monde, les discussions de Riyad débouchent sur « une déclaration finale qui a reformulé les exigences de l’opposition dans un sens un peu plus accommodant. Si l’appel au départ de Bachar Al-Assad y figure toujours, celui-ci n’est plus posé comme un impératif, mais comme un objectif général des négociations, qui doivent se tenir, selon le texte, sans condition préalable. Ce grand écart sémantique est destiné à rassurer les militants purs et durs de la révolution, tout en répondant aux exhortations de Staffan de Mistura, l’envoyé spécial des Nations unies sur la Syrie, qui avait appelé l’opposition à « être assez réaliste pour réaliser qu’elle n’a pas gagné la guerre » »,,. Mais à peine arrivé à Genève, le chef de la délégation de l'opposition, Nasr al-Hariri, réaffirme le 27 novembre que Bachar el-Assad devra quitter le pouvoir au début de la phase transition vers les élections. Ces déclarations apparaissent inacceptables pour le régime qui refuse alors d'envoyer une délégation à Genève. Finalement, sur l'instance de la Russie, la délégation du régime syrien arrive à Genève le 29 novembre, après avoir retardé sa venue d'une journée,. Elle est dirigée par l'ambassadeur syrien à l'ONU, Bachar al-Jaafari. L’envoyé spécial de l’ONU pour la Syrie, Staffan de Mistura, espère alors pouvoir centrer les discussions sur la rédaction d'une nouvelle Constitution et l’organisation d'élections sous l’égide de l'ONU. Les deux délégations sont placées dans deux grandes salles contiguës dans le bâtiment principal du Palais des nations. Mais la délégation du régime exige que les groupes rebelles déposent les armes et ne cède rien aux demandes de l'opposition,. Le 14 décembre, la session des pourparlers de Genève s'achève une fois de plus sans résultat ; l'envoyé spécial de l'ONU, Staffan de Mistura, dénonce en particulier la délégation gouvernementale syrienne pour « ne pas avoir cherché vraiment à avoir un dialogue et à négocier » et affirmant qu'en revanche « l'opposition l'a fait ». Il déclare également : « Malgré beaucoup d'efforts de mon équipe, nous n'avons pas eu de vraies négociations. Nous avons eu cependant des discussions bilatérales. Mais avec le gouvernement nous n'avons eu malheureusement qu'un seul sujet de discussion (...) le terrorisme ».